# Carl-Ivar Ringmar
Carl-Ivar Ringmar, född 16 juli 1924 i Ås i Jämtland, död 5 september 1996 i Gottsunda, var en svensk arkitekt. Han var brorson till prästen Richard Ringmar och morbror till journalisten Erik Fichtelius.

## Biografi
Carl-Ivar Ringmar utbildade sig till arkitekt på Kungliga tekniska högskolan med examen 1952. Han blev biträdande stadsarkitekt i Solna stad 1954 och hade eget arkitektkontor sedan 1957. Han var utställningskommissarie för Norrköpingsutställningen NU64.
Han fick Träpriset 1970.

## Verk i urval
- Radhus för Bostadsrättsföreningen Målet, Burträskgatan i Vällingby i Stockholm, 1955-1956
- Sankt Martins kapell vid Solna kyrka, 1962
- Löftets kyrka i Solna, 1960-61
- Ringparksstugan i Saltsjö-Duvnäs, 1966
- Villa i Saltsjö-Duvnäs, Sjöbacken, 1964
- Bostäder för elever och personal vid Årsta särskola 1965-1968*Två villor i Saltsjö Duvnäs,  Duvnäs udde
- Villa i Saltsjö-Duvnäs, Fiskarbacken, 1972
- Ringarna, småskalig miljonprogramsbebyggelse på Norra Grästorp i Jönköping, 1968-72, fem ringar med 36 hus i varje ring
- Fagersjöskolan i Stockholm

## Bilder

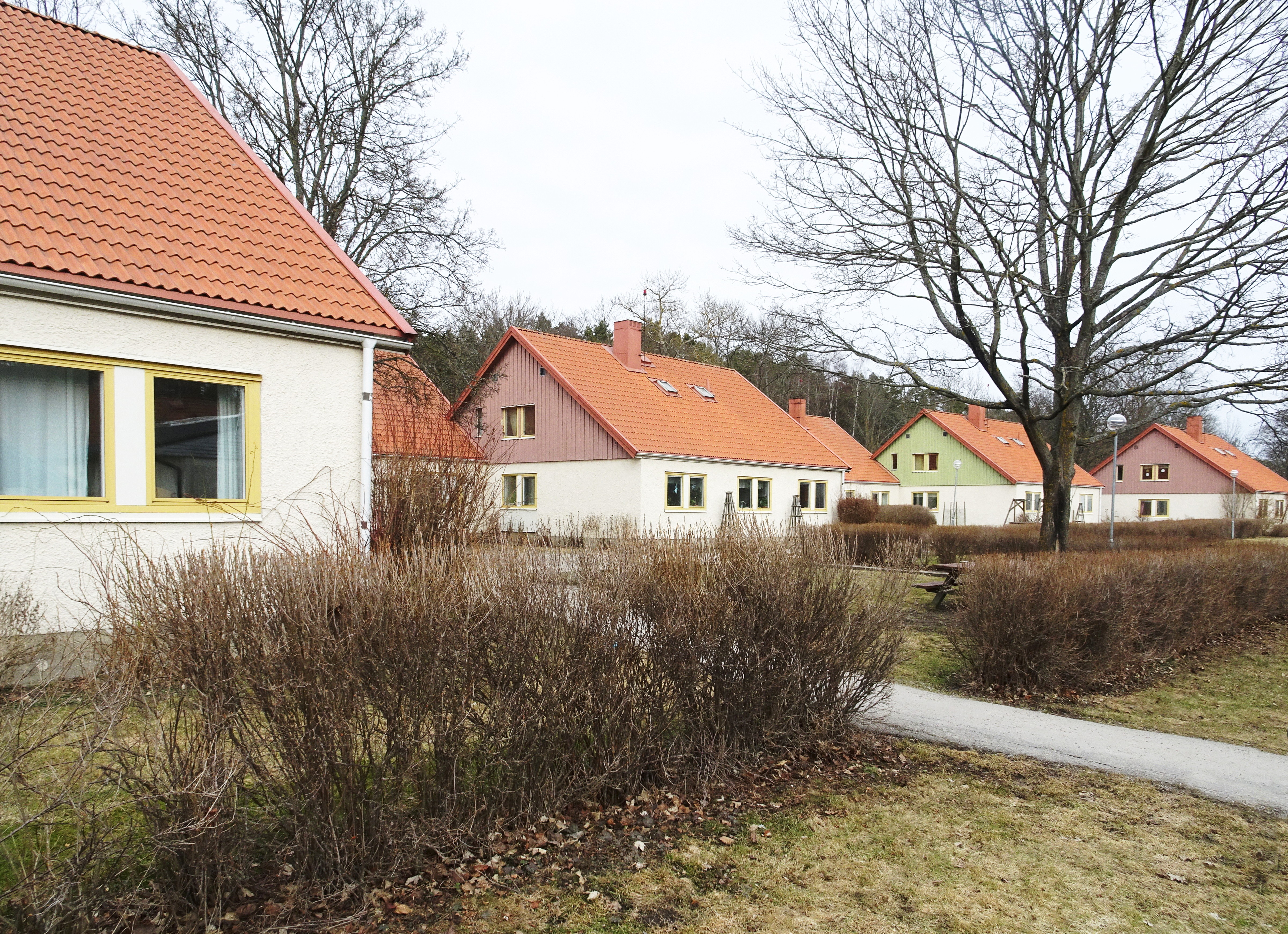
Bostäder för elever och personal vid Årsta särskola.
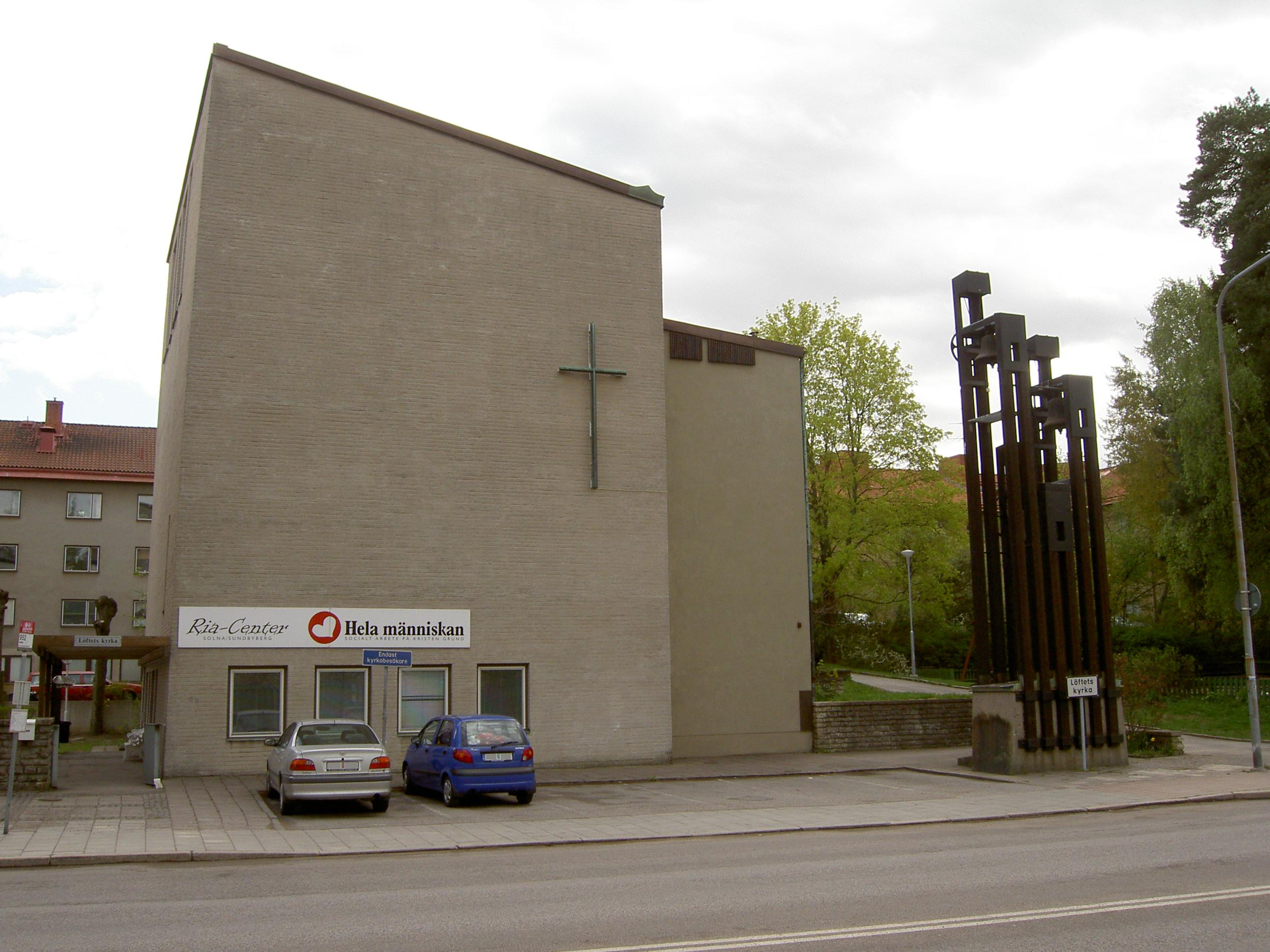
Löftets kyrka.
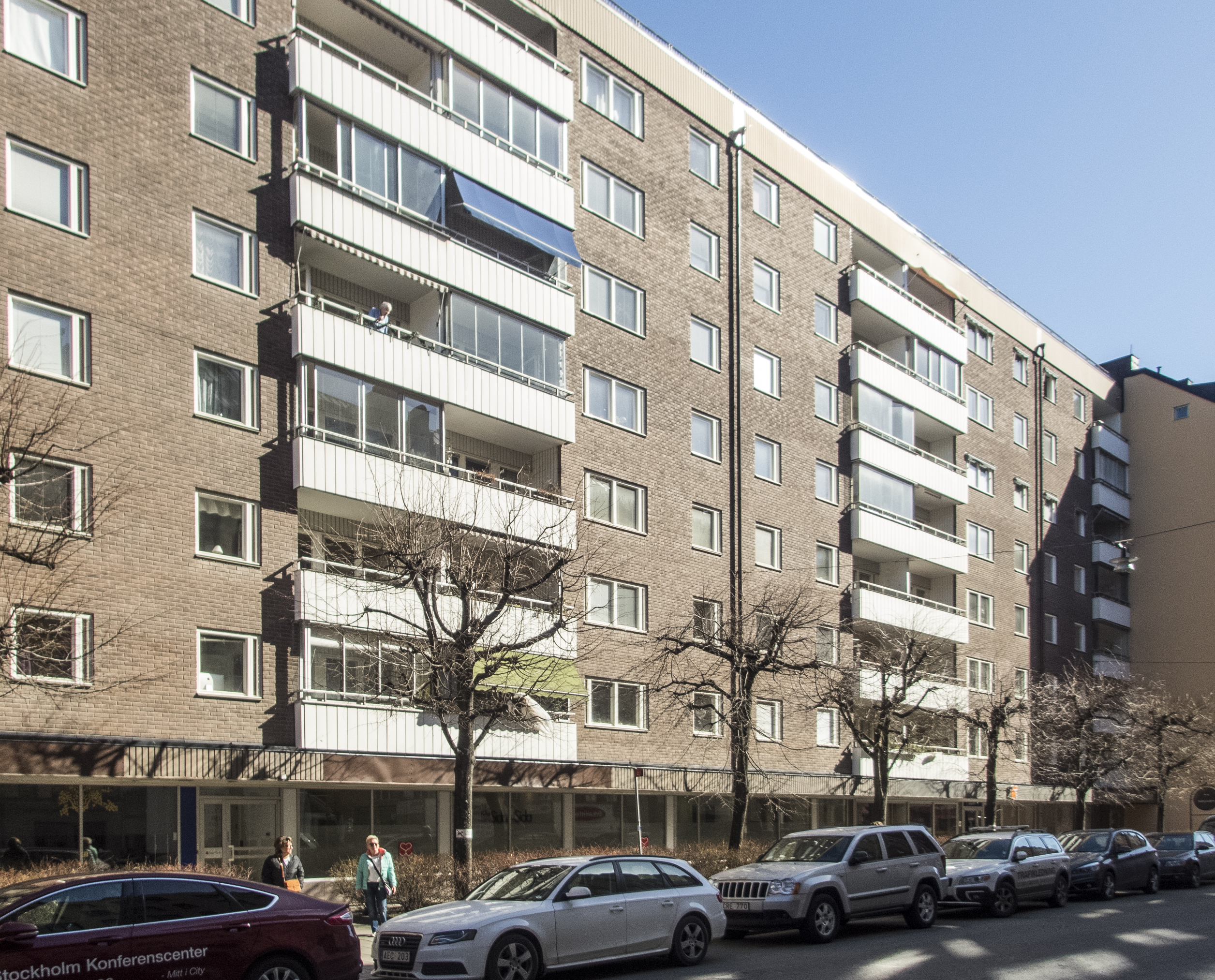
Roslagsgatan 24-28, Stockholm.
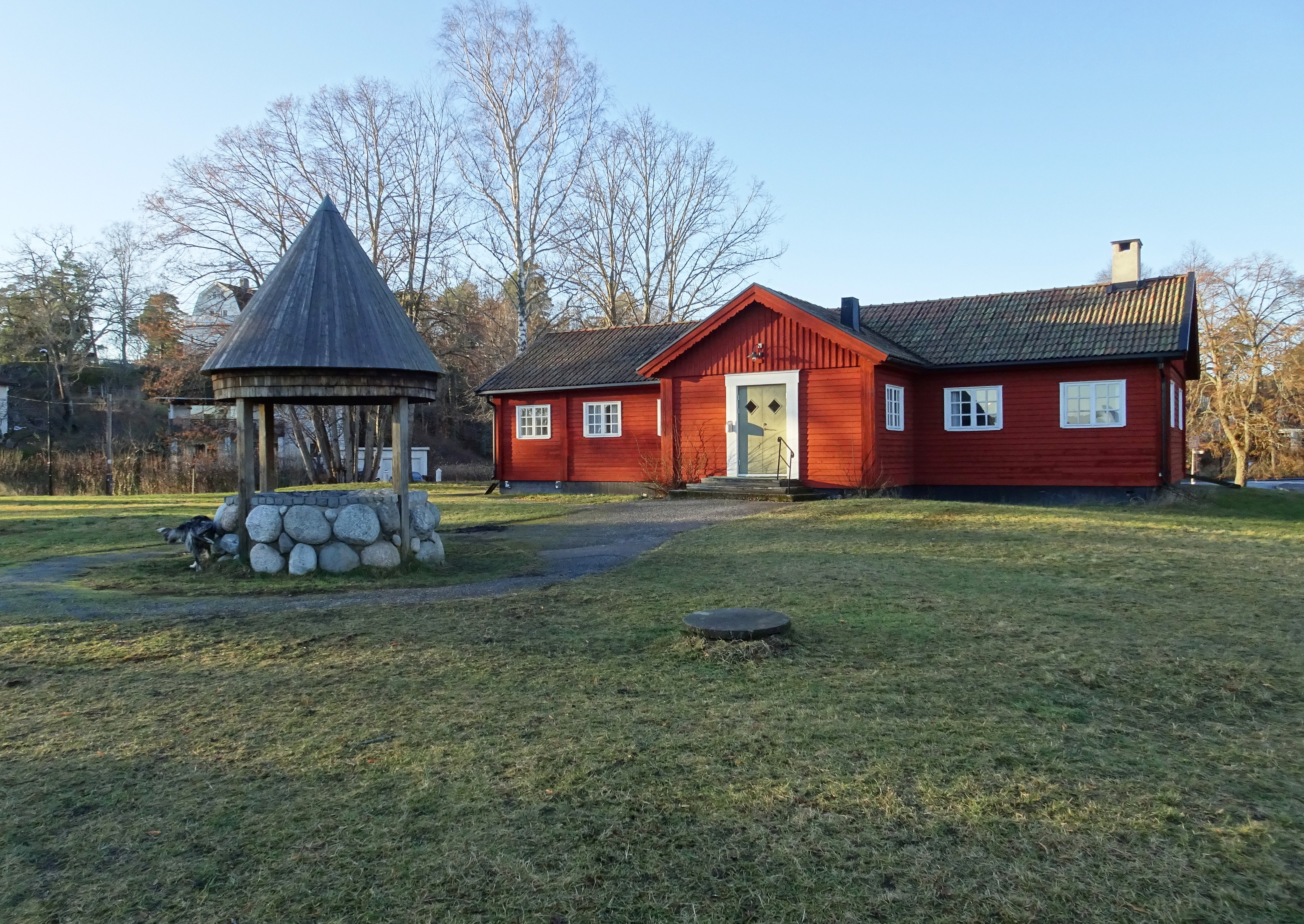
Ringparksstugan, Saltsjö-Duvnäs.